# Klocikî, Bila Țerkva
Klocikî (în ucraineană Клочки) este un sat în comuna Kojenîkî din raionul Bila Țerkva, regiunea Kiev, Ucraina.

## Demografie
Componența lingvistică a localității Klocikî
     Ucraineană (96,21%)
     Rusă (3,79%)
Conform recensământului din 2001, majoritatea populației localității Klocikî era vorbitoare de ucraineană (96,21%), existând în minoritate și vorbitori de rusă (3,79%).